# Гачаг Керем (село)
Гачаг Керем (азерб. Qaçaq Kərəm) — село в Хатаинском административно-территориальном округе Акстафинского района Азербайджана.

## Этимология
Название село получило в честь народного героя Гачага Керема.

## История
29 декабря 1992 года из состава села Марксовка Акстафинского района был выделен населенный пункт Гачаг Керем, прежде называемый местными жителями Ораг-Чекич (Серп и Молот).
В 1999 году в Азербайджане была проведена административная реформа и внутри Хатаинского административно-территориального округа был учрежден Хатаинский муниципалитет Акстафинского района, в который вошло село.

## География
Село находится в 4 км от райцентра Агстафа и в 445 км от Баку. Ближайшая железнодорожная станция — Акстафа.
Село находится на высоте 320 метров над уровнем моря.

## Население
Население преимущественно занимается выращиванием винограда и зерновых, разведением животных.

## Климат
| Показатель                    | Янв. | Фев. | Март | Апр. | Май  | Июнь | Июль | Авг. | Сен. | Окт. | Нояб. | Дек. | Год  |
| ----------------------------- | ---- | ---- | ---- | ---- | ---- | ---- | ---- | ---- | ---- | ---- | ----- | ---- | ---- |
| Средний суточный максимум, °C | 6,1  | 7,5  | 12,6 | 19,5 | 24,5 | 28,6 | 32,0 | 31,2 | 26,9 | 20,3 | 13,3  | 8,2  | 18,7 |
| Средняя температура, °C       | 1,9  | 3,1  | 7,5  | 13,5 | 18,4 | 22,5 | 25,7 | 25,1 | 20,9 | 14,8 | 8,8   | 4,0  | 13,9 |
| Средний суточный минимум, °C  | −2,3 | −1,2 | 2,4  | 7,6  | 12,4 | 16,4 | 19,5 | 19,0 | 15,0 | 9,3  | 4,3   | −0,1 | 9,1  |
| Норма осадков, мм             | 18   | 26   | 31   | 41   | 65   | 58   | 33   | 30   | 27   | 36   | 27    | 16   | 408  |

Среднегодовая температура воздуха в селе составляет +13,9 °C. В селе полупустынный климат.

## Инфраструктура
В селе расположена средняя школа.